# Verbond van naaldbossen
Het verbond van naaldbossen (Dicrano-Pinion) is een verbond uit de orde van naaldbossen (Vaccinio-Piceetalia). Het verbond omvat oligotrafente naaldstruweel- en naaldbosvegetatie van zure zandgronden.

## Naamgeving en codering
- Frans: Pinède mésophile sur silice
- Duits: Sand- und Silikat-Kiefernwälder
- Engels: Pine forests on sandy and silicate soils
- Syntaxoncode voor Nederland (rVvN): r44Aa

De wetenschappelijke naam Dicrano-Pinion is afgeleid van de botanische namen van de belangrijkste kensoorten van dit verbond, het gerimpeld gaffeltandmos (Dicranum polysetum) en de grove den (Pinus sylvestris).

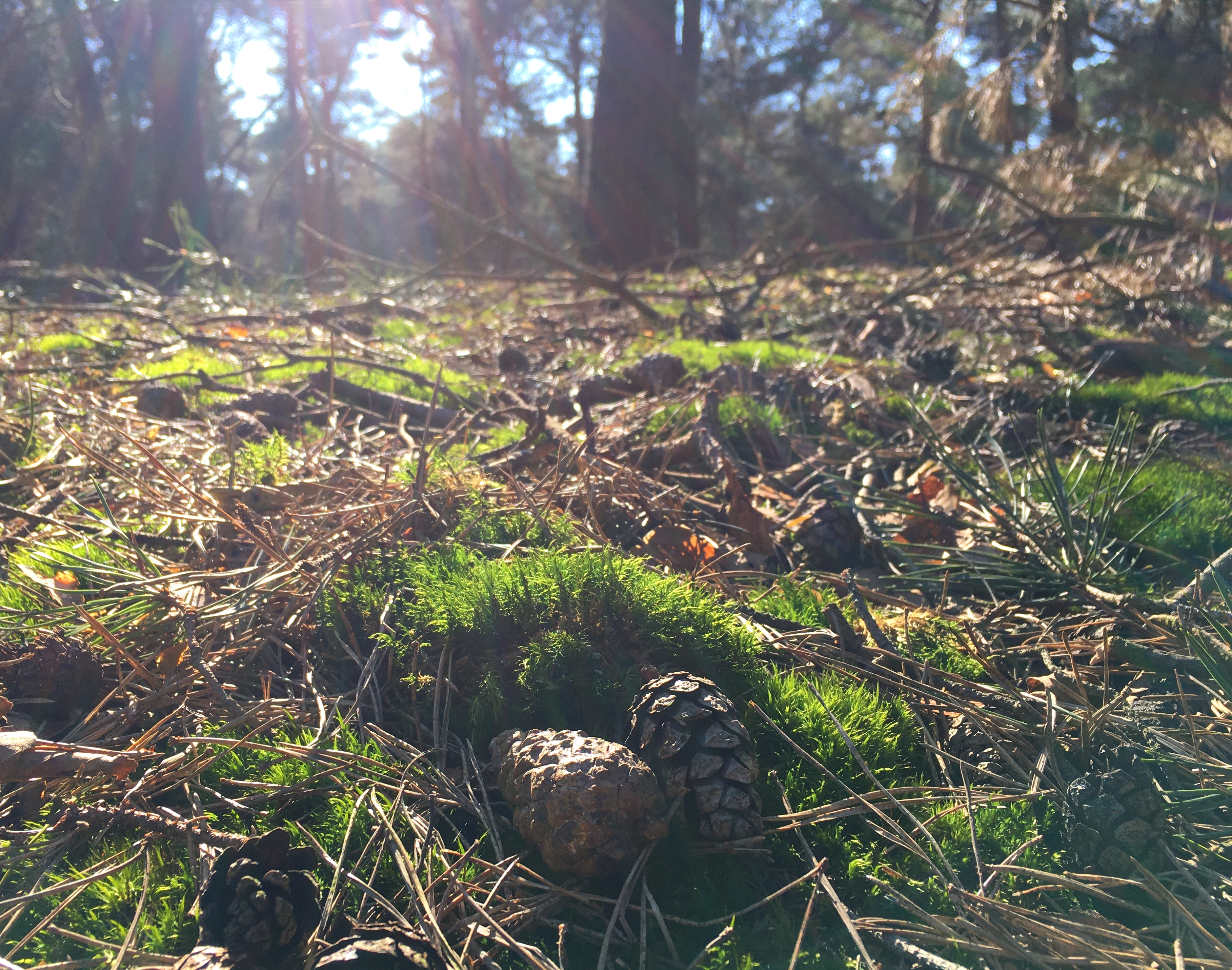
Close-up van de bosgrond van een vegetatie uit het verbond van de naaldbossen.

## Fysiognomie
Het verbond van naaldbossen kent in de Lage Landen een zeer verscheiden vegetatiestructuur, van open, lage jeneverbesstruwelen tot hoog opgaande, donkere sparrenbossen. Aangeplante bossen worden gekenmerkt door een soortenarme boomlaag met dominantie van naaldbomen, een door het gebrek aan licht nauwelijks aanwezige struik- en kruidlaag, en een goed ontwikkelde moslaag met overwegend bladmossen.

## Ecologie
Het verbond van naaldbossen omvat plantengemeenschappen van overwegend zure, voedselarme, vochtige tot droge zandgronden. De meeste vegetatie van deze klasse in Nederland en Vlaanderen zijn door de mens aangeplant, zoals de meeste dennenbossen op voormalige heide of in de duinen. Slechts enkele types komen spontaan voor, zoals de pioniervegetatie van dennen in heidegebieden, en de jeneverbesstruwelen.

## Associaties in Nederland en Vlaanderen
Het verbond van naaldbossen wordt in Nederland en Vlaanderen vertegenwoordigd door vier associaties.
- - gaffeltandmos-jeneverbesstruweel (Dicrano-Juniperetum)
  - korstmossen-dennenbos (Cladonio-Pinetum)
  - bosbessen-dennenbos (Vaccinio-Pinetum)
  - kraaihei-dennenbos (Empetro-Pinetum)

## Vegetatiezonering
In de vegetatiezonering vormt de vegetatie van het verbond van naaldbossen vaak contactgemeenschappen van de loofbossen van het zomereik-verbond.

## Diagnostische taxa voor Nederland en Vlaanderen
Het verbond van naaldbossen kent in Nederland en Vlaanderen twee kensoorten: grove den en gerimpeld gaffeltandmos. Grove den kan echter ook gevonden worden in contactgemeenschappen van het zomereik-verbond en van het verbond van berkenbroekbossen.
Boomlaag
| Kentaxon | Diff. soort | Presentie | Triviale naam | Botanische naam  | Opmerking |
| -------- | ----------- | --------- | ------------- | ---------------- | --------- |
| kV       |             | 30% < 80% | grove den     | Pinus sylvestris |           |

Struiklaag
Geen kensoorten.
Kruidlaag
| Kentaxon | Diff. soort | Presentie | Triviale naam      | Botanische naam       | Opmerking                   |
| -------- | ----------- | --------- | ------------------ | --------------------- | --------------------------- |
|          | dV          |           | wilde kamperfoelie | Lonicera periclymenum | t.o.v. het zomereik-verbond |
|          | dV          |           | hengel             | Melampyrum pratense   | t.o.v. het zomereik-verbond |
|          | dV          |           | valse salie        | Teucrium scorodonia   | t.o.v. het zomereik-verbond |
|          | dV          |           | gladde witbol      | Holcus mollis         | t.o.v. het zomereik-verbond |

Moslaag
| Kentaxon | Diff. soort | Presentie | Triviale naam           | Botanische naam          | Opmerking                   |
| -------- | ----------- | --------- | ----------------------- | ------------------------ | --------------------------- |
| kV       |             | > 50%     | gerimpeld gaffeltandmos | Dicranum polysetum       |                             |
|          | dV          |           | gewoon sterrenmos       | Mnium hornum             | t.o.v. het zomereik-verbond |
| bg       |             |           | groot laddermos         | Pseudoscleropodium purum |                             |

## Fotogalerij

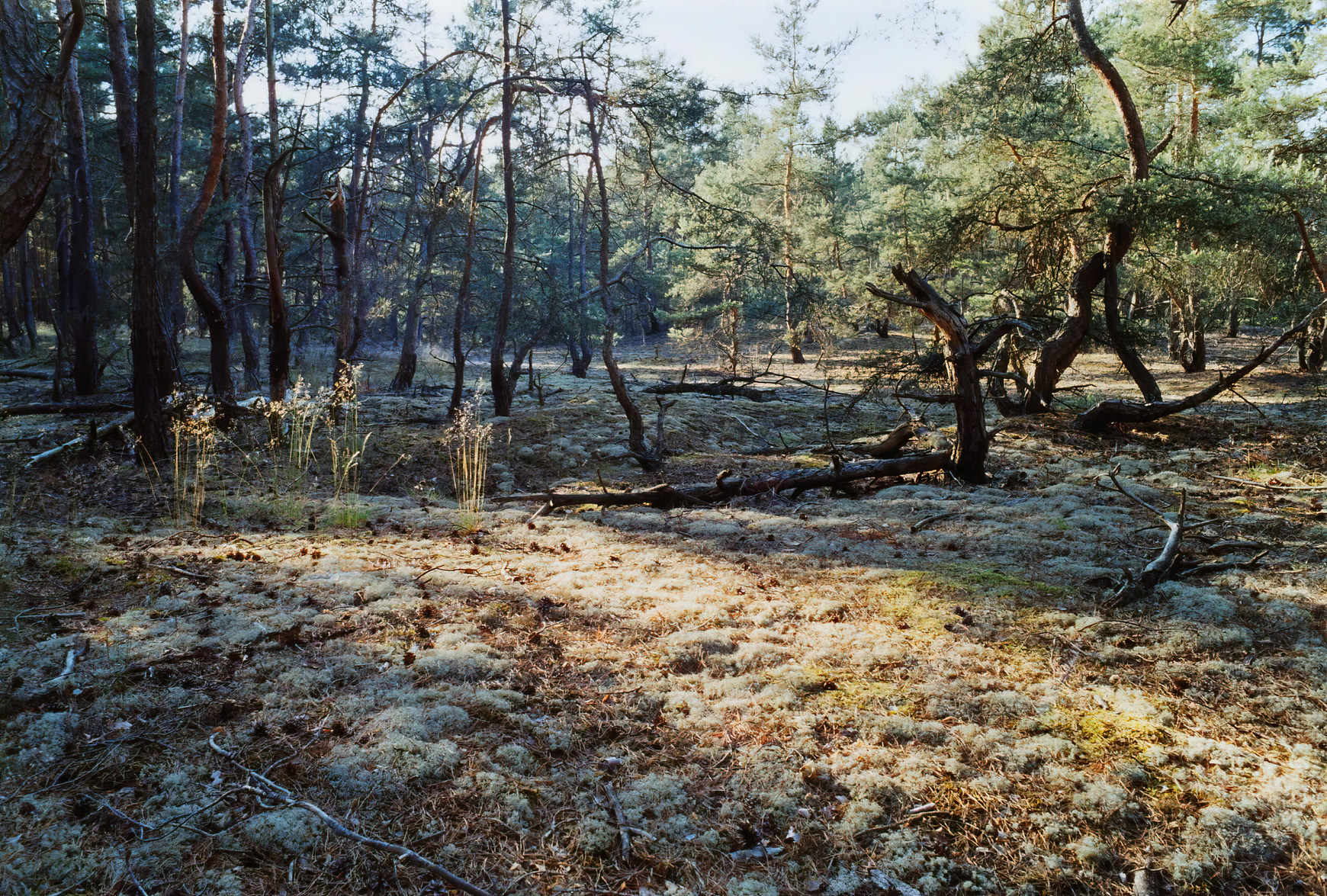
Korstmossen-dennenbos (Cladonio-Pinetum)
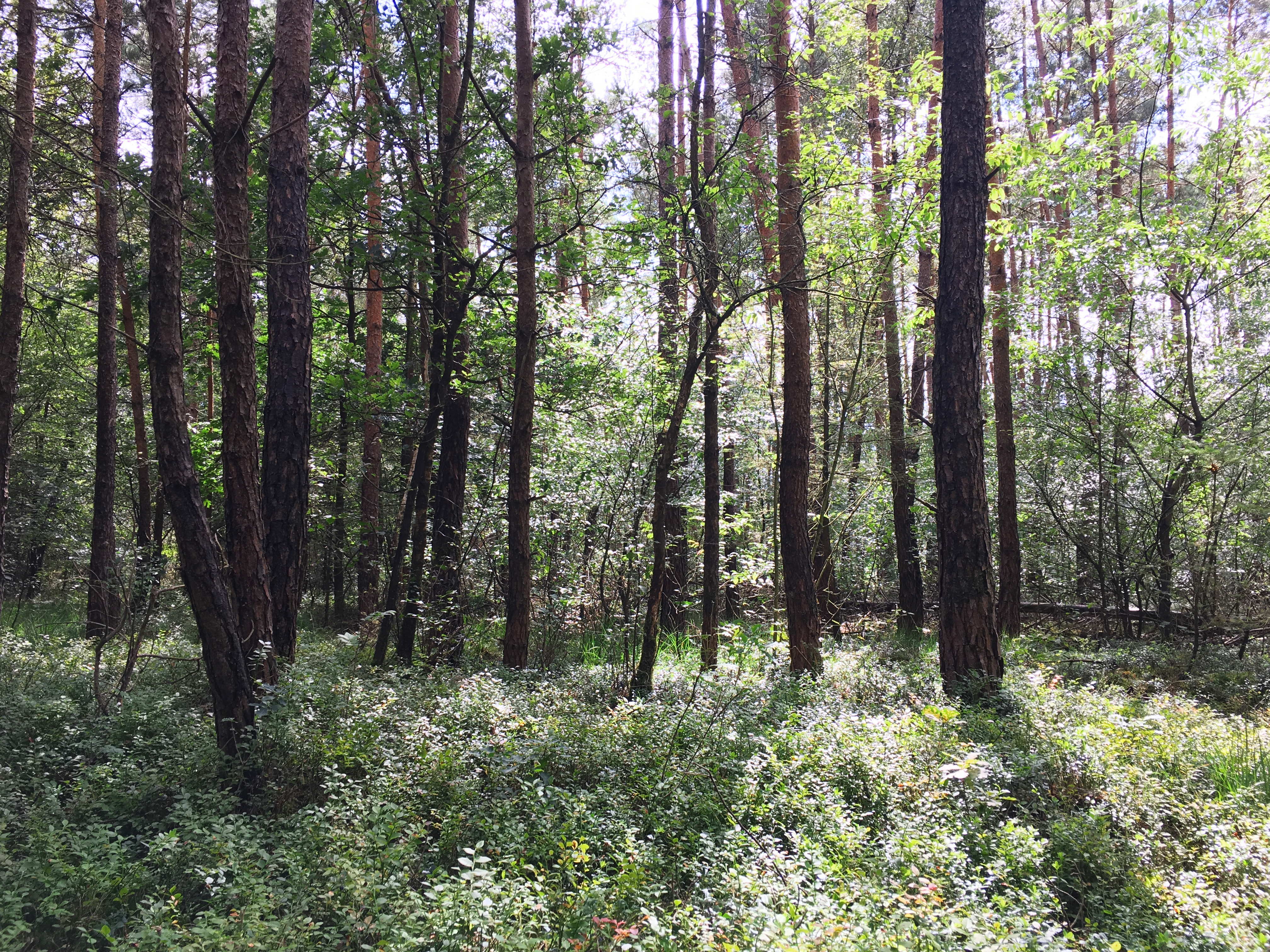
Een zomeraspect van het bosbessen-dennenbos
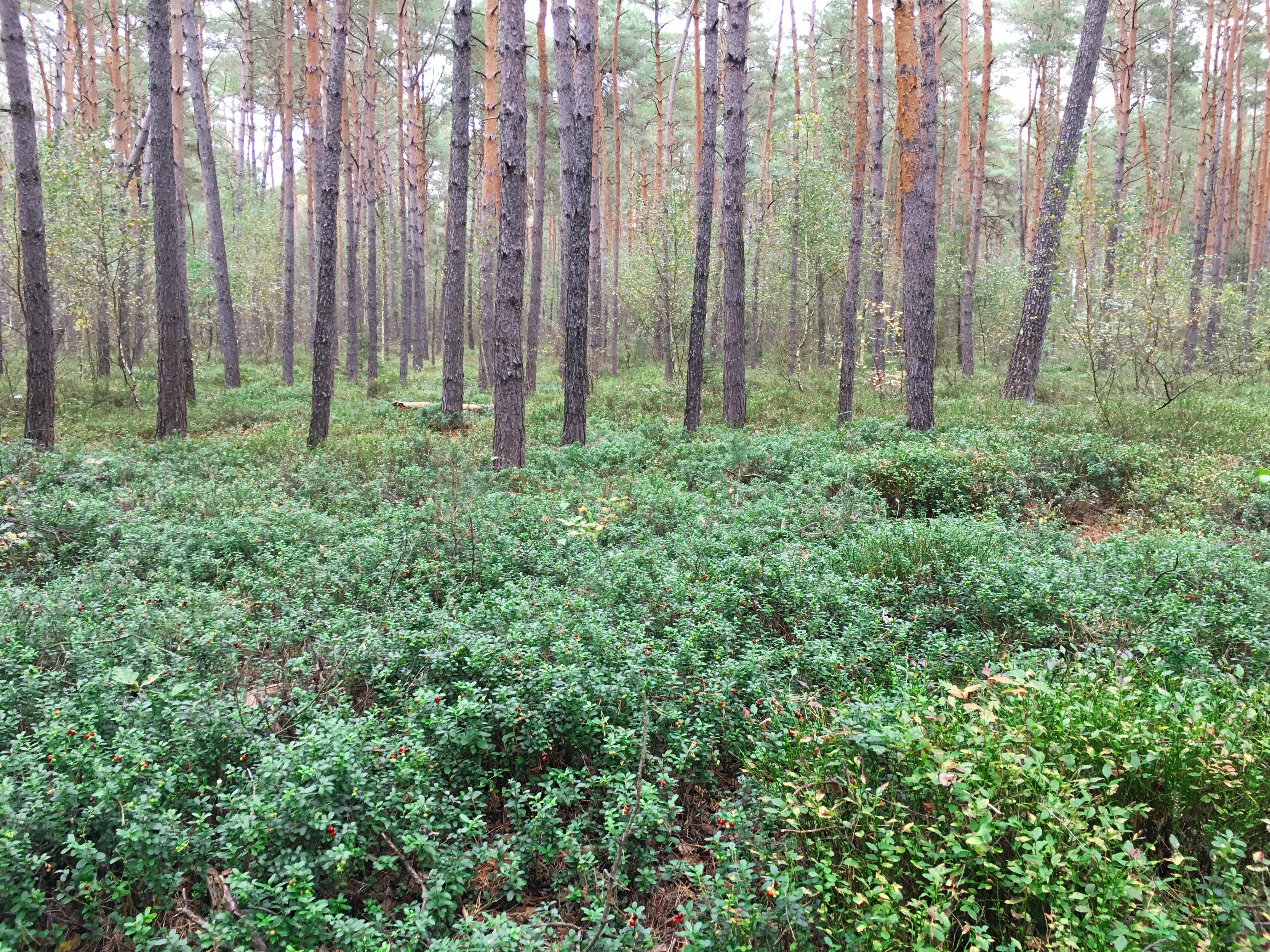
Een herfstaspect van het bosbessen-dennenbos
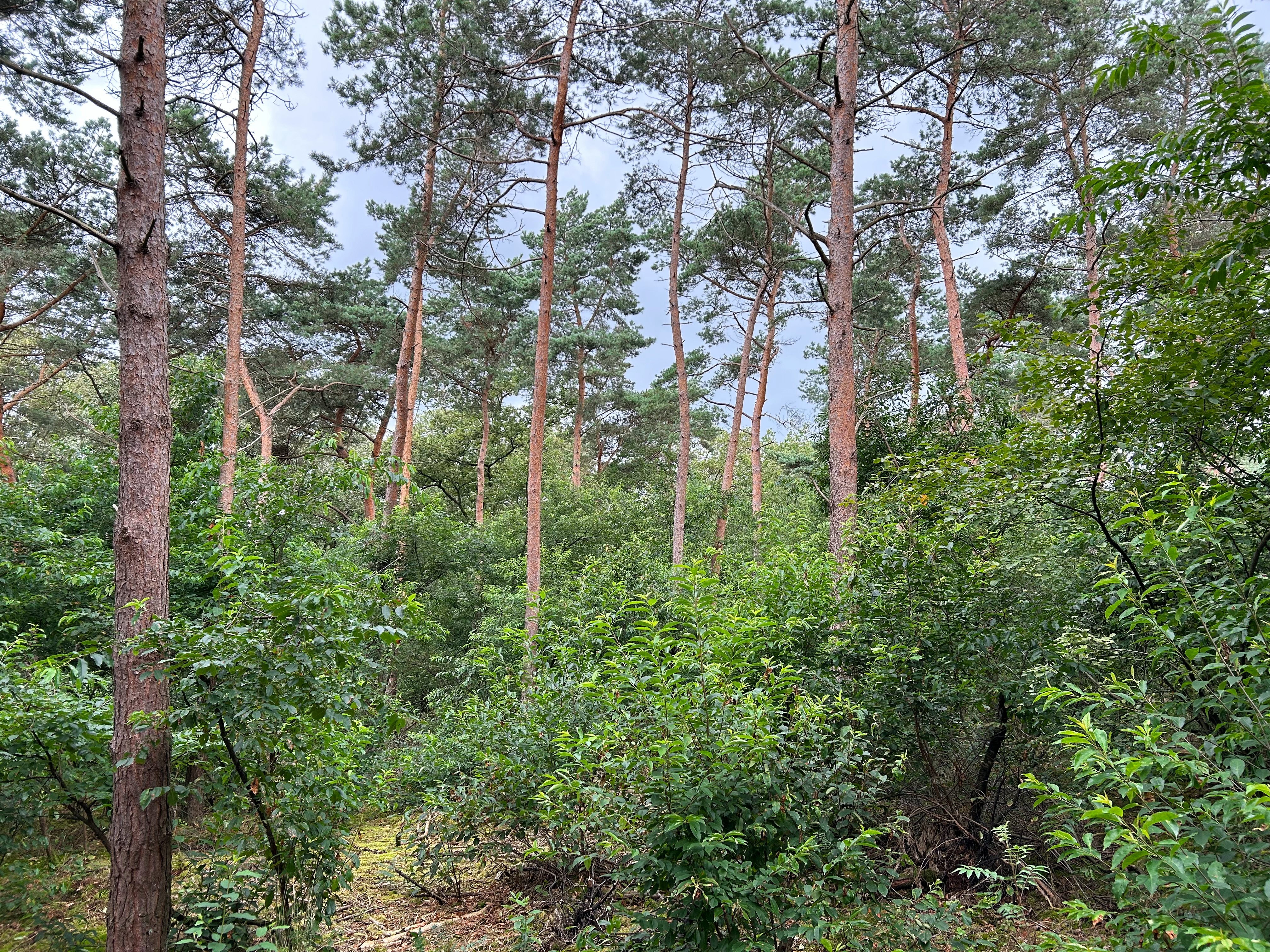
Zomeraspect van een DG met Amerikaanse vogelkers